# Inga calantha
Inga calantha é uma espécie vegetal da família Fabaceae.
Pequena árvore de floresta secundária de áreas de terra firme (não inundáveis). Conhecida através de 2 coleções botânicas nas proximidades meio do Rio Tapajós, no Estado do Pará, no Brasil.